# Безовец (гора, Словакия)
Безовец (словац. Bezovec) — гора в горном массиве Поважски-Иновец (западная Словакия, Тренчинский край, округ Нове-Место-над-Вагом). В окрестностях горы расположены одноимённые места отдыха и горнолыжный центр. Ввиду хорошего обзора гора является привлекательным туристическим объектом.

## Описание
Безовец — самая высокая гора горной субъединицы Низкий Иновец (являющейся частью горного массива Поважский Иновец), расположена в центральной части Поважского Иновца, на кадастровой территории села Нова-Легота. Расстояние от города Пьештяны — 20 км, от города Нове-Место-над-Вагом — примерно 30 км.
Сложен юрскими и нижнемеловыми горными породами злеховского периода книжнянского покрова, в котором преобладают мергели и известняки. Гора покрыта преимущественно буковым лесом, в верхней части горы находятся осыпные леса, где произрастает клён. Здесь же растёт редкое растение перловник высокий.

## Туризм и спорт
С вершины открывается вид на гряду Белых Карпат, Поважье, Трибеч и Понитрие. Имеются возможности проживания и питания.
Хорошие условия для катания не только на горных но и на беговых лыжах. Горнолыжные трассы оснащены системами искусственного оснежения и ночного освещения.
В настоящее время ведётся строительство нового велосипедного парка для катания на горных велосипедах летом.
Безовец является отправной точкой экскурсий к руинам замка Тематин (3,5 км), к Топольчанскому замку (5,5 км) и к минеральному источнику Дастинская Киселка (3,5 км).
В честь горы Безовец названа малая планета «1963 Безовец».